# Carl Hoefkens
Carl Hoefkens (ur. 6 października 1978 w Lier) – belgijski piłkarz występujący na pozycji obrońcy.
Swoją karierę piłkarską rozpoczął w roku 1996 w Lierse SK. Grał tam przez pięć lat i w tym czasie wystąpił w 129 ligowych pojedynkach, strzelając jedną bramkę. Następnie grał w innych belgijskich klubach: KFC Lommel, KVC Westerlo oraz Germinal Beerschot. W 2005 roku trafił z tego klubu do angielskiego Stoke City. Występował tam przez dwa lata, po czym trafił do West Bromwich Albion. W lipcu 2009 roku opuścił ten zespół i następnie przeszedł do Club Brugge.
Hoefkens zaliczył 22 występy oraz strzelił jedną bramkę w reprezentacji Belgii, w której zadebiutował w roku 1999.

## Kariera klubowa

### Kariera w Belgii
Hoefkens urodził się w Lier. Swoją karierę piłkarską rozpoczął w roku 1996 w Lierse SK. W drużynie tej występował przez pięć lat, w tym czasie zaliczył 129 ligowych występów, w których strzelił jedną bramkę. Następnie przeszedł do KFC Lommel, skąd w roku 2003 trafił do KVC Westerlo. W tej drużynie zagrał tylko w siedmiu ligowych meczach, więc dołączył do Germinalu Beerschot. Grał tam do roku 2005, w tym czasie zaliczył 62 ligowe występy, w których strzelił dwie bramki. W ostatnim sezonie tam spędzonym zdobył wraz z drużyną Puchar Belgii oraz Superpuchar. Germinal był jego ostatnim belgijskim klubem w karierze. W lipcu tego samego roku trafił do angielskiego Stoke City.

### Stoke City
W lecie 2005 roku ówczesny trener Stoke, Johan Boskamp, kupił go za nieujawnioną kwotę. Otrzymał koszulkę z numerem 2. Swój debiut w nowej ekipie zaliczył 6 sierpnia w zremisowanym 0:0 ligowym spotkaniu z Sheffield Wednesday. Pierwszą bramkę zdobył natomiast 15 października w pojedynku z Derby County. Debiutancki sezon zakończył z 44 ligowymi występami oraz trzema trafieniami, otrzymał również tytuł najlepszego piłkarza drużyny w sezonie 2005/06 według kibiców. W następnym sezonie również był jednym z podstawowych piłkarzy swojej drużyny i wystąpił już w 45 ligowych pojedynkach oraz strzelił dwie bramki. W styczniu 2007 roku Club Brugge wyraziło zainteresowanie nim, jednak Hoefkens pozostał w drużynie Stoke City. W sierpniu tego samego roku przeszedł do West Bromwich Albion. Łącznie w koszulce Stoke City wystąpił 89 razy oraz strzelił pięć bramek.

### West Bromwich Albion
7 sierpnia 2007 roku Hoefkens przeszedł za kwotę 750 tysięcy funtów do West Bromwich Albion. Swój pierwszy występ zaliczył 11 sierpnia, kiedy to zagrał w meczu z Burnley. Pierwszą żółtą kartkę otrzymał 12 grudnia w pojedynku z Coventry City. Swój pierwszy sezon zakończył z 42 ligowymi występami, jednak nie strzelił w nich żadnej bramki. W sezonie 2008/09 zagrał w dziesięciu ligowych meczach. W maju 2009 roku West Bromwich oznajmił, że w lecie, po wygaśnięciu kontraktu Hoefkensa, klub nie przedłuży z nim kontraktu. 1 lipca Hoefkens opuścił klub.

### Club Brugge
25 sierpnia 2009 roku Hoefkens przeszedł do Club Brugge. Zadebiutował tam w spotkaniu z Westerlo. W 2013 roku wrócił do Lierse. W 2014 roku przeszedł do KV Oostende.

## Kariera reprezentacyjna
Hoefkens wraz z reprezentacją Belgii U-20 wystąpił na Mistrzostwach Świata 1997. Belgia na tym turnieju dotarła do 1/8 finału, w którym przegrała 10:0 z Brazylią a on sam zagrał we wszystkich czterech spotkaniach. W kadrze A zadebiutował 5 czerwca 1999 roku w wygranym 2:1 towarzyskim spotkaniu z reprezentacją Korei Południowej. Dotychczas w barwach narodowych wystąpił 22 razy oraz strzelił jedną bramkę.